# USS Theodore Roosevelt (SSBN-600)
USS Theodore Roosevelt (SSBN-600) – amerykański okręt podwodny z napędem atomowym typu George Washington. W czasie swojej służby w amerykańskiej marynarce wojennej w latach 1961–1982 jednostka ta przenosiła 16 pocisków balistycznych SLBM typu Polaris - kolejno Polaris A-1, Polaris A-2 i Polaris A-3.
USS "Theodore Roosevelt" (SSBN-600) był trzecią jednostką pierwszego typu amerykańskich strategicznych okrętów podwodnych, zbudowanego w ramach programu Fleet Ballistic Missile "41 for Freedom".